# The Vengeance of the Fakir
The Vengeance of the Fakir (també titulada “The Revenge of the Fakir") és una pel·lícula muda de l'Eclair American dirigida per Henry J. Vernot i protagonitzada per Alec B. Francis i Will E. Sheerer. Es va estrenar el 19 de desembre de 1912.

## Argument
El capità Sneade colpeja la cara amb un fuet un faquir que no s’aparta del camí quan ell arriba amb les seves tropes. El faquir va al temple i relata l’ultratge que ha patit al sacerdot i decideixen ordir un pla per venjar-se. Envien el tigre sagrat de la tribu que segresti el fill del coronel. Tot i que els anglesos sospiten i fan una batuda entre les cabanes dels indígenes no el reconeixen ja que li han en emmascarat la pell i acaben pensant que ha estat un tigre salvatge qui se l’ha endut.
Passen els anys: el nen, a qui anomenen Khemi, ha crescut al servei del sacerdot i viu al temple, no gaire lluny d’on viuen els seus pares. Per tal de passar desapercebut cada dia, el noi ha après a fer un ritual religiós consistent en emmascarar-se la pell amb una herba perfumada que li dissimula el color de la pell. Khemi no és conscient que pertany a una altra raça. El noi creix amb el sacerdot. Quan es fa gran, Khemi rescata una noia anglesa, Aline, de l’atac d’un lleopard. La família de la noia recull el noi per curar-li les ferides i descobreix que és un home blanc. Quan el sacerdot apareix per reclamar el seu “fill” és retingut i acaba confessant. Khemi retorna amb els anglesos i s’acaba casant amb Aline.

## Repartiment
- Alec B. Francis (capità Sneade)
- Will E. Sheerer (el faquir)
- George Larkin (sacerdot hindú)
- Muriel Ostriche (Lucy)
- Mildred Bright (Miss Sneade)
- Lamar Johnstone (capità Mulvaney)
- Julia Stuart (Mrs. Mulvaney)
- Ilean Hume (Aline Mulvaney)
- Paul Bourgeois (hindú)